# Malta op het Eurovisiesongfestival 2018

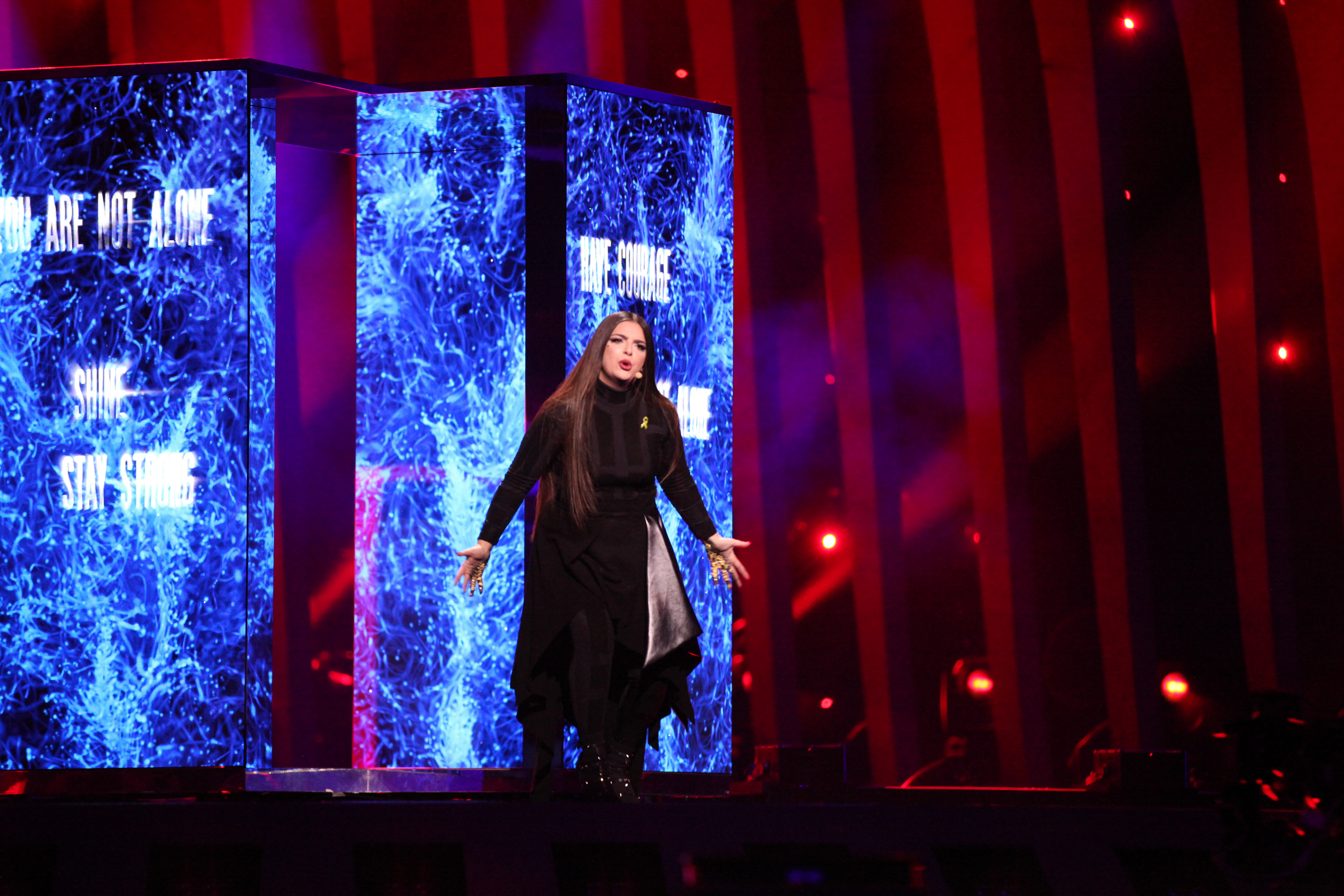
Christabelle tijdens de repetities in Lissabon.

Malta nam deel aan het Eurovisiesongfestival 2018 in Lissabon, Portugal. Het was de 31ste deelname van het land aan het Eurovisiesongfestival. PBS was verantwoordelijk voor de Maltese bijdrage voor de editie van 2018.

## Selectieprocedure
Traditiegetrouw koos de Maltese openbare omroep diens inzending voor het Eurovisiesongfestival via een nationale preselectie. Op 11 oktober 2017 gaf de Maltese openbare omroep de lijst van zestien artiesten vrij die mochten deelnemen aan de Malta Eurovision Song Contest 2018. Net als in 2017 werd er maar één show georganiseerd. De vakjury en het televotende publiek stonden elk in voor de helft van de punten. De keuze viel uiteindelijk op Christabelle met Taboo.

## Malta Eurovision Song Contest 2018
3 februari 2018
| Plaats | Artiest                | Lied                 | Jury | Publiek | Totaal |
| ------ | ---------------------- | -------------------- | ---- | ------- | ------ |
| 1      | Christabelle           | Taboo                | 60   | 73      | 133    |
| 2      | Richard & Joe Micallef | Song for dad         | 31   | 67      | 98     |
| 3      | Brooke Borg            | Heart of gold        | 37   | 47      | 84     |
| 4      | Aidan                  | Dai laga             | 34   | 8       | 42     |
| 5      | Eleanor Cassar         | Back to life         | 19   | 17      | 36     |
| 6      | Petra                  | Evolution            | 27   | 6       | 33     |
| 7      | Matthew Anthony        | Call 2morrow         | 26   | 6       | 32     |
| 8      | Jasmine Abela          | Supernovas           | 25   | 6       | 31     |
| 9      | Avenue Sky             | We can run           | 1    | 15      | 16     |
| 10     | Dwett                  | Breaking point       | 3    | 12      | 15     |
| 11     | Miriana Conte          | Rocket               | 9    | 5       | 14     |
| 11     | Rhiannon               | Beyond blue horizons | 9    | 5       | 14     |
| 13     | Deborah C              | Turn it up           | 0    | 13      | 13     |
| 14     | Tiziana Calleja        | First time           | 4    | 8       | 12     |
| 15     | Lawrence Gray          | Love renegade        | 3    | 4       | 7      |
| 16     | Danica Muscat          | One step at a time   | 2    | 1       | 3      |

## In Lissabon
Malta trad aan in de tweede halve finale, op donderdag 10 mei 2018. Christabelle was als twaalfde van achttien artiesten aan de beurt, net na Gromee feat. Lukas Meijer uit Polen en gevolgd door AWS uit Hongarije. Malta eindigde uiteindelijk op de dertiende plek, hetgeen onvoldoende was voor kwalificatie voor de finale.